# Chiesa di Sant'Agata alle Mura
La chiesa di Sant'Agata alle Mura o chiesa di Sant'Agata li Scorruggi o nella denominazione completa italiana chiesa di Sant'Agata delle Scorruggie alle Mura, era un luogo di culto ubicato in prossimità della cinta muraria adiacente ai Bastioni di San Vito e Porta Carini, sull'area corrispondente all'attuale Teatro Massimo, nel centro storico della città di Palermo.

## Premessa
Quattro erano i luoghi di culto palermitani verosimilmente legati alla vita e alla venerazione di Sant'Agata:
- Chiesa di Sant'Agata delle Scorruggie alle Mura;[2]
- Chiesa di Sant'Agata la Pedata o chiesa di Sant'Agata de Petra fuori le Mura di Porta Sant'Agata;[3]
- Chiesa di Sant'Agata alla Guilla;[4]
- Chiesa di Sant'Agata dei Carèri.

## Storia

### Epoca romana
Sull'area della presente chiesa, vuole la tradizione, sorgesse la casa di Sant'Agata ove fu arrestata dalle truppe di Quinziano per essere tradotta a Catania.

### Epoca normanna
Ruggero I d'Altavilla dopo il 1072 e la riconquista cristiana della città, celebra le vittorie palermitane edificando luoghi di culto dedicati alla Vergine Maria in tutte le accezioni e titoli, rinnovando il culto di santi locali, introducendo la venerazione di figure celesti di cui è particolarmente devoto.
Per la martire Agata edifica un tempio ove la tradizione indicava una delle proprietà della famiglia alla Guilla, un secondo tempio ove sorgeva la casa dove è stato effettuato l'arresto prima della tradotta a Catania, un terzo tempio sul luogo ove era stata rinvenuta e poi custodita una delle orme o pedata della vergine durante le concitate fasi del trasferimento nella città etnea.

### Epoca aragonese
La chiesa è nominata su atti notarili nel 1334 per via di una transazione terriera effettuata dalla priora del monastero di Santa Caterina col consenso del priore del convento di San Domenico.
La primitiva Confraternita di Sant'Agata è attestata nella chiesa eponima nel 1439 in quanto elencata nel ruolo dei tonni, ovvero è contemplata tra le organizzazioni rifornite dalle maestranze addette alla trasformazione del pescato.

### Epoca spagnola
L'appellativo "... delle Mura": deriva dall'essere ubicata vicina alle mura della città, da cui il nome. Il grande progetto di fortificazioni con cinta murarie con scopi difensivi, è fortemente voluto dall'imperatore Carlo V d'Asburgo, realizzato durante il mandato di Ferrante I Gonzaga viceré di Sicilia, lavori progettati e diretti da Antonio Ferramolino. Proprio dal governatore prende il nome di "Bastione Gonzaga" eretto nel 1537, struttura difensiva prossima all'edificio, altrimenti nota come "baluardo di San Vito" per la vicinanza della chiesa di San Vito, sorto per il controllo e la difesa di Porta Carini.
L'appellativo "...li Scorrugi" o Scurruie o Scorruje: deriva dagli ex voto a forma di mammella, realizzati in argento o in cera, e per forma assomiglianti a scodelle denominate in dialetto "scurruie", recipienti con i quali i fedeli erano soliti addobbare il simulacro durante le processioni.
Nel 1586 sono documentati gli ultimi restauri conservativi.

### Demolizione
Nel 1875 seguì la demolizione per consentire la costruzione del Teatro Massimo. Dopo l'Unità d'Italia il consiglio comunale identificò l'area nella zona di Porta Maqueda, procedendo con l'esproprio dei terreni ove sorgevano molte chiese e monasteri: la chiesa di San Francesco delle Stimmate e il monastero delle Clarisse, la chiesa di San Giuliano e il monastero dell'Ordine Teatino sotto il titolo dell'«Immacolata Concezione», la chiesa di Sant'Agata delle Scorruggie alle Mura - sorta sull'area ove era documentata la casa di Sant'Agata, la chiesa di Santa Marta.

## Architettura
Il tempio presentava la facciata rivolta ad occidente. L'interno era ripartito in tre navate con colonne e archi, alle pareti stucchi e affreschi di Gaspare Vazzano detto lo Zoppo di Ganci con le raffigurazioni di Sant'Agata nelle carceri, la Visitazione di San Pietro, San Bartolomeo, San Francesco Lippi Carmelitano, ciclo pittorico realizzato nel biennio 1611 - 1612. Dello stesso autore e periodo i dipinti Martirio di Sant'Agata e Crocifissione, entrambe le opere sono custodite presso la Galleria Regionale di Palazzo Abatellis.
- 1586, Maria Vergine raffigurata con Sant'Agata, Sant'Oliva, Santo Stefano, San Bartolomeo, dipinto su tavola, opera di Simone de Wobreck.[7]

## Confraternita di Sant'Agata
La fondazione del sodalizio risale a ben prima del 1439 in epoca aragonese.
Nel 1499 la confraternita formata dalle maestranze dei conciatori di pelle, col fine di aumentare il fervore, il culto, la devozione verso questo luogo di culto, chiese l'alternanza d'uscita del simulacro per il corteo processionale annuale. Il Senato palermitano decretò e formalizzò la cadenza annuale da condividere con la chiesa di Sant'Agata la Pedata. Agli inizi del XIX secolo la manifestazione prendeva avvio direttamente dalla cattedrale.